# Атлант (Мікеланджело)
«Атлант» (італ. Schiavo detto "Atlante"; також «Кам'яноголовий» (англ. Blockhead); «Раб на ім'я „Атлант“», «Невільник на ім'я „Атлант“», «В'язень на ім'я „Атлант“», «Полонений на ім'я „Атлант“») — мармурова скульптура італійського скульптора та художника Мікеланджело, датована приблизно 1525—1530 роками, зберігається в Галереї Академії у Флоренції, Італія. Це частина серії «non-finiti» «рабів» («в'язнів», «полонених») для гробниці Юлія II.

## Історія
Ще у першому проєкті гробниці Юлія II (1505) у нижньому регістрі мавзолею мала бути серія «в'язнів» (італ. prigioni), тобто серія більших за натуральну величину скутих фігур у різних позах, фактично ув'язнених, які спиралися б на пілястри, які мали обрамляти ніші, які містили б статуї «крилатої богині Вікторії». Спочатку їх мало бути шістнадцять або двадцять, їхня кількість поступово зменшувалися в наступних проєктах до дванадцяти (другий проєкт, 1513), восьми (третій проєкт, 1516) і, нарешті, можливо, лише чотирьох (можливо, з четвертого чи п'ятого проєкту, 1526 і 1532), щоб повністю виключити їх у остаточному проєкті 1542 року.
«Флорентійські в'язні» («Молодий раб», «Бородатий раб», «Атлант», «Раб, що пробуджується»), можливо, були створені в другій половині 1520-х років, коли майстер був зайнятий у Сан-Лоренцо у Флоренції (але історики запропонували датування в діапазоні від 1519 до 1534 років). Відомо, що вони ще перебували в майстерні скульптора на віа Моцца (італ. via Mozza) в 1544 році, коли племінник Мікеланджело, Леонардо Буонарроті, попросив дозволу продати їх (Мікеланджело не відвідував Флоренцію після 1534 року). У дозволі було відмовлено, і лише в 1564 році вони були подаровані, разом «Генієм перемоги», великому князю Козімо I, який до 1591 року розмістив їх у чотирьох кутах грото дель Буонталенті, виконуючи «декоративну функцію».
Звідти їх забрали 1908 року, щоб долучити їх до корпусу творів Мікеланджело, який формувався у Галереї Академії.

## Опис і стиль
Своє ім'я «Атлант» отримав через блок над головою, який, здається, він тримає із зусиллям над головою. Насправді блок повинен був містити саму голову та руку. Ноги розведені в сторони і зігнуті, всі м'язи в напрузі, ніби намагаються підняти вагу, що тисне на плечі. У цій фігурі більше, ніж в інших «в'язнях», очевидне відчуття стисненої енергії, яка ніби вибухає з мармуру.
Саме незавершений стан є джерелом надзвичайної енергії (уже поміченої Боккі (італ. Bocchi) в 1591 році), яка захоплює фігуру в своєрідному первинному акті звільнення з в'язниці грубого каменю — епічної боротьби з хаосом. Іконологічне значення фігур, ймовірно, було пов'язане з мотивом «полонених» у римському мистецтві, фактично Вазарі ідентифікував їх як уособлення провінцій, «які підкорив папа і зробив їх підлеглими апостольській церкві»; для Кондіві вони символізували б «Мистецтво», яке стало «в'язнем» після смерті папи. Пропонувалися й інші трактування філософсько-символічного характеру або пов'язані з особистим життям митця та його «муками».
Це єдиний із «рабів» без наміченої голови, є тільки риси обличчя, «які ледь помітні з одного боку крізь густу хмару мармуру».

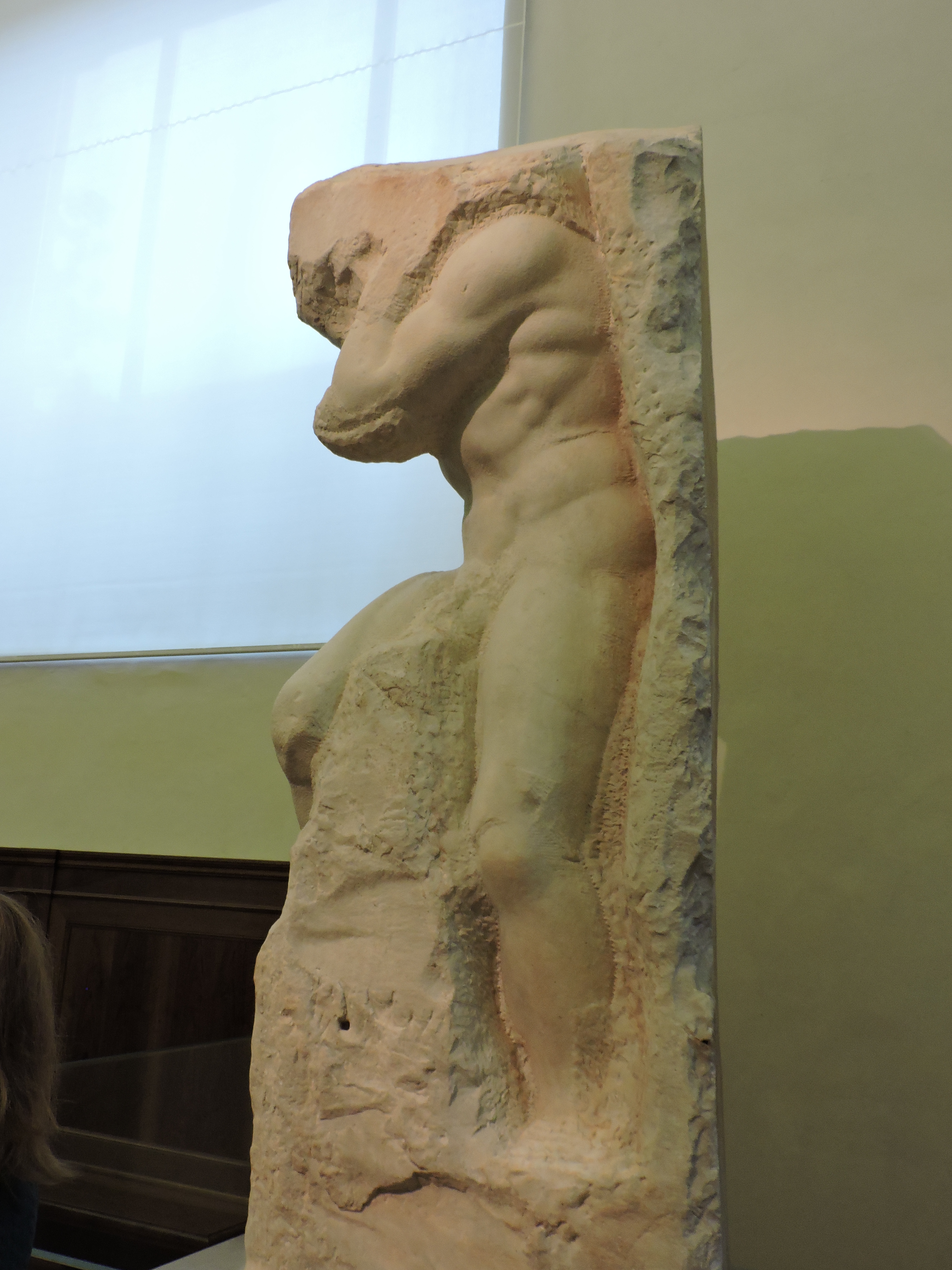
«Атлант». Вид збоку
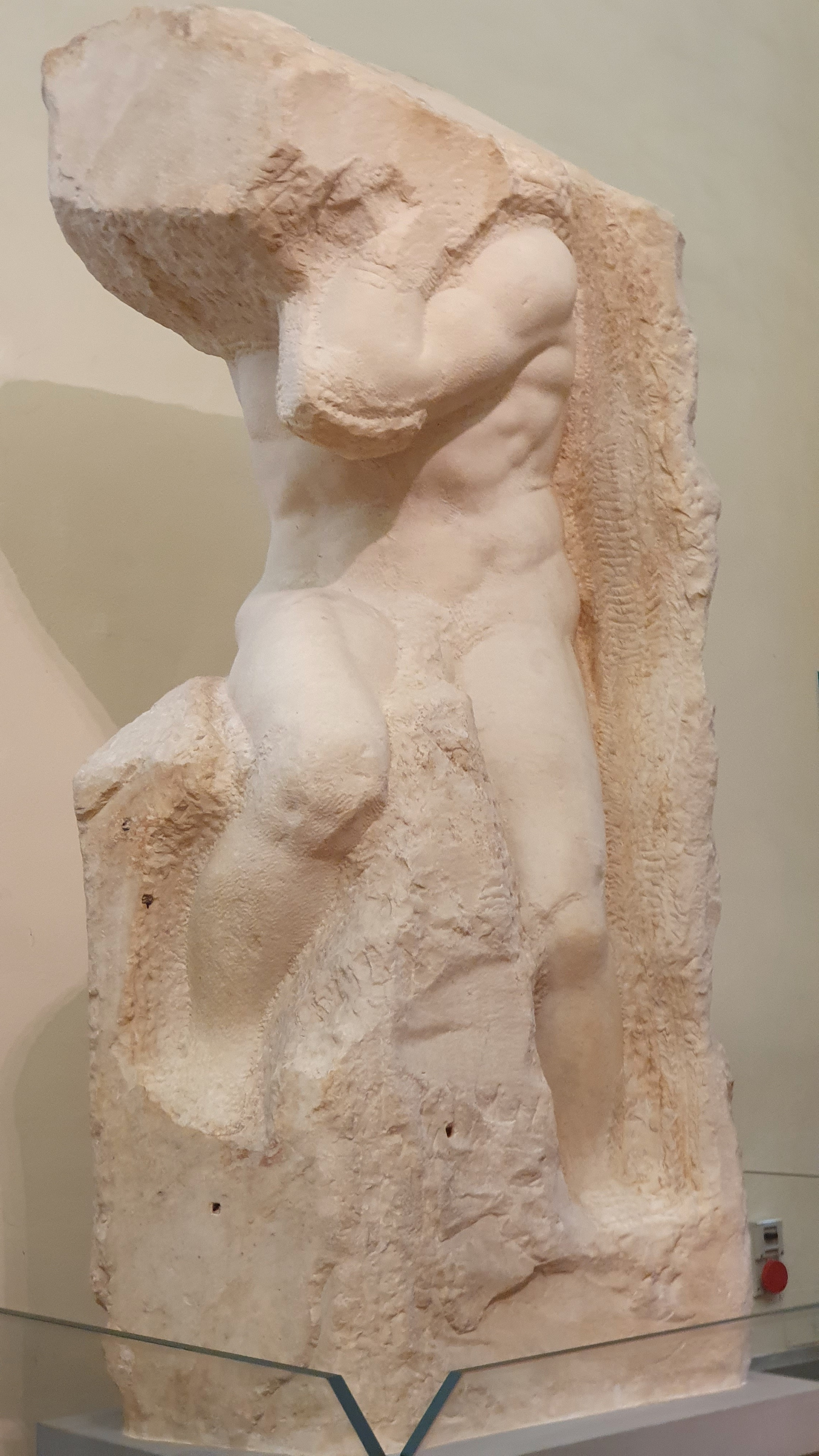
«Атлант». Інший ракурс
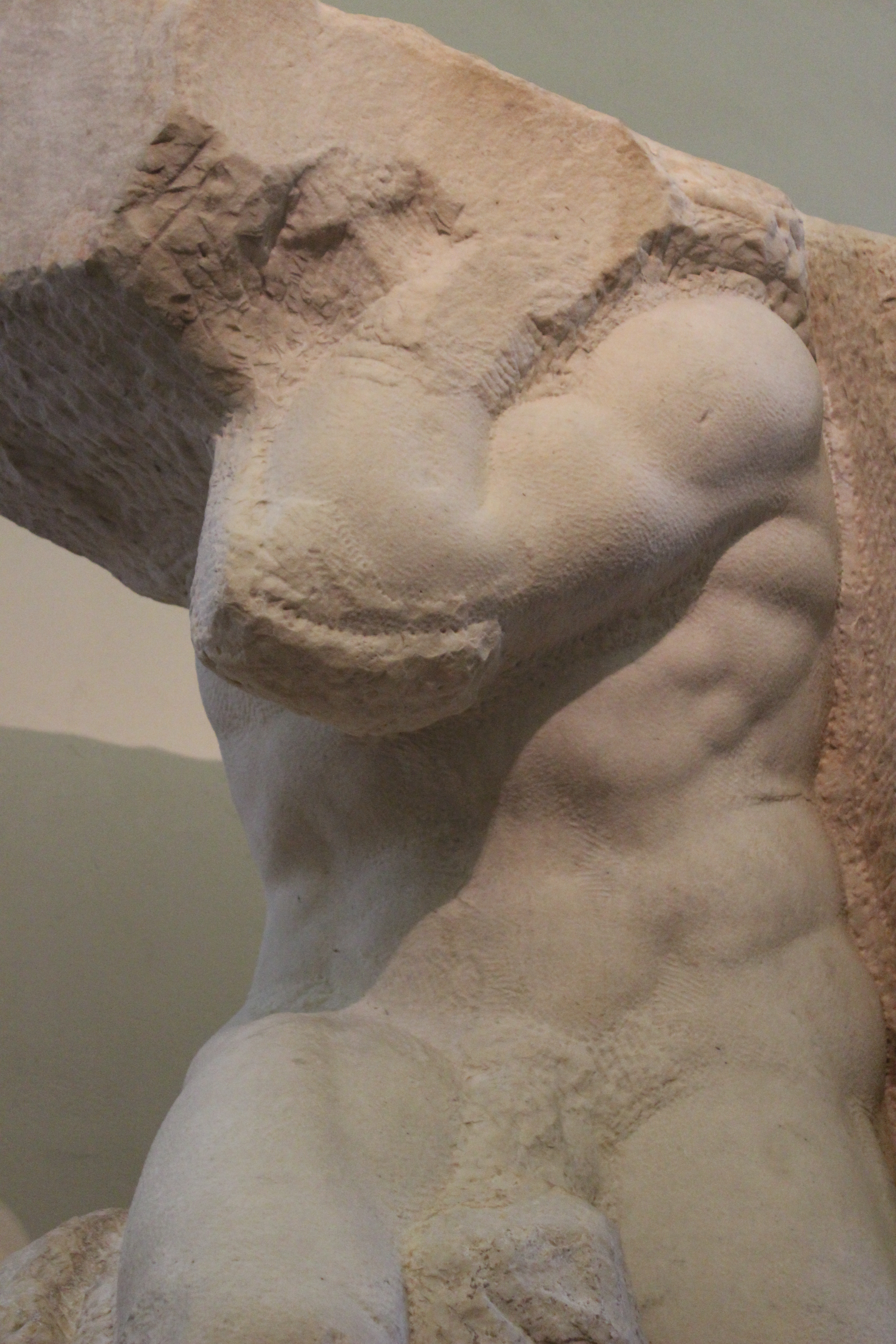
«Атлант». Деталь

## Виноски
1. 1 2  https://www.accademia.org/explore-museum/artworks/michelangelos-prisoners-slaves/
2. 1 2  Hartt, 1969.
3. 1 2 3  Вазарі, 1970.
4. ↑  Hartt, 1969, с. 257: «(…) which are faintly visible on one side through a thick cloud of marble»